# 圣克鲁斯-德特内里费港

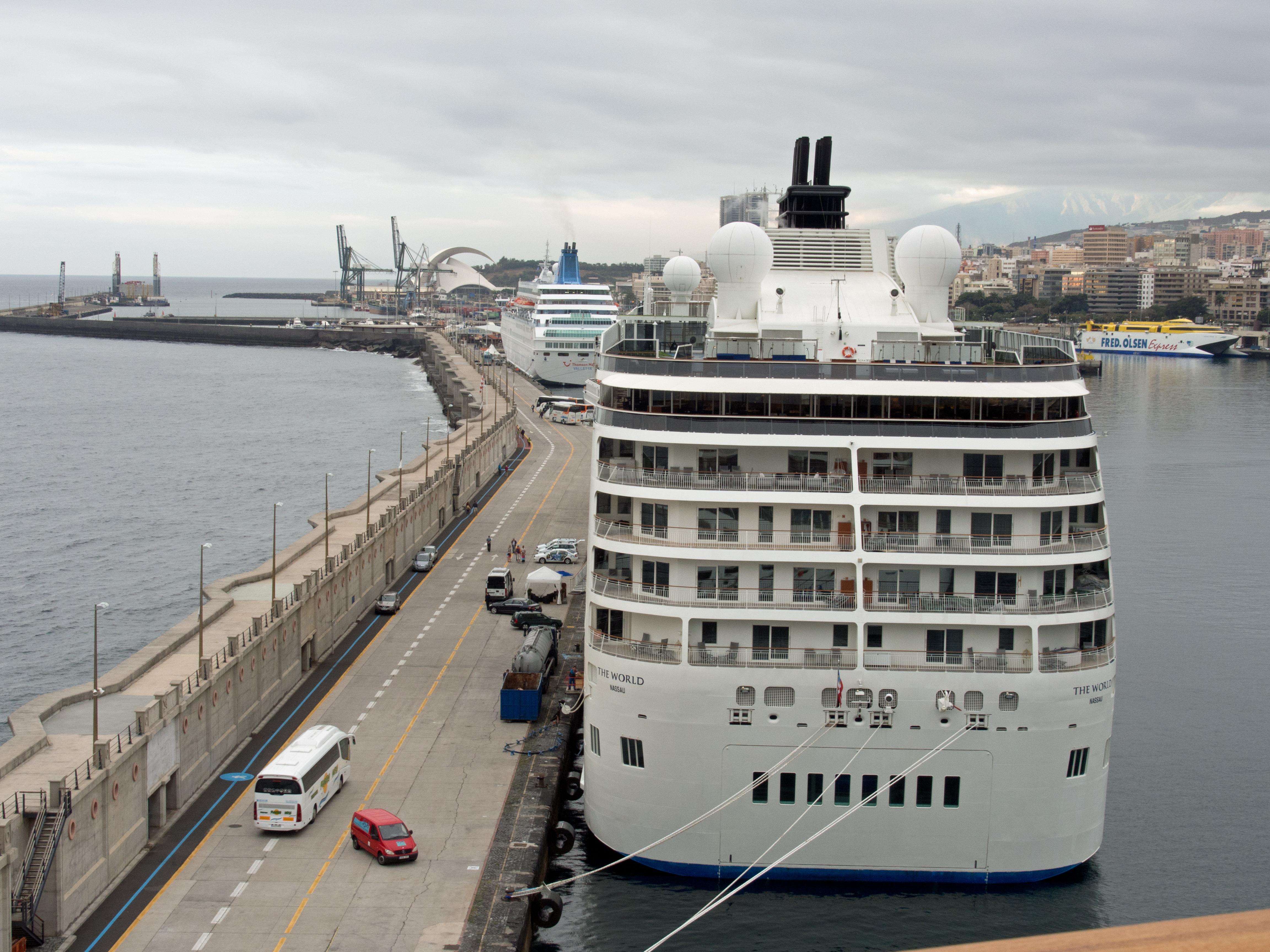
圣克鲁斯-德特内里费港

圣克鲁斯-德特内里费港（西班牙語：Puerto de Santa Cruz de Tenerife）是西班牙圣克鲁斯-德特内里费的一个商业、客运、渔业和体育港口，位於加那利群岛。它是西班牙的主要港口之一，连接欧洲、非洲和美洲。

## 合作港口
- 2013年： 中国深圳港[1]

## 外部連結
- 官方网站